# Detlef Thorith
Detlef Thorith (né le 27 septembre 1942 à Köslin, dans le Reich allemand et mort le 17 juillet 2019) est un athlète allemand, spécialiste du lancer du disque.

## Biographie
Représentant la République démocratique allemande dans les années 1960 et 1970, Detlef Thorith remporte le titre du lancer du disque lors des Championnats d'Europe de 1966, à Budapest. Auteur de 57,42 m en finale, il devance ses deux compatriotes Hartmut Losch et Lothar Milde.
Il participe aux Jeux olympiques de 1972, à Munich, où il se classe sixième de la finale avec un jet à 62,42 m. Lors de cette même saison, il porte son record personnel à 64,82 m.
Il remporte à trois reprises les Championnats d'Allemagne de l'Est en 1967, 1970 et 1972.

### Palmarès
| Date | Compétition           | Lieu     | Résultat | Marque  |
| ---- | --------------------- | -------- | -------- | ------- |
| 1966 | Championnats d'Europe | Budapest | 1er      | 57,42 m |
| 1972 | Jeux olympiques       | Munich   | 6e       | 62,42 m |

### Records
| Épreuve          | Performance | Date         | Lieu   |
| ---------------- | ----------- | ------------ | ------ |
| Lancer du disque | 64,82 m     | 23 août 1972 | Berlin |